# Pustyn
La palabra rusa pustyn (del ruso: пустынь) designa a un tipo de pequeña habitación o reducido habitáculo escasamente amueblado destinado a la oración y al ayuno en presencia de Dios. Tiene origen en la palabra rusa pustynia (пустыня, "desierto"). El que es llamado a vivir en una pustynia o pustyn permanentemente es denominado pustynik

## Orígenes
Originalmente una tradición de los stárets de la iglesia ortodoxa rusa, el pustyn en ese contexto era similar a un eremita de la iglesia católica, puesto que con la diferencia de que en la tradición de la iglesia ortodoxa el pustynik no vive en solitario, sino que ayuda a la comunidad a la que es llamado a acudir. Es un sirviente de Dios y del pueblo de Dios, en comunión con la iglesia. Generalmente, aquel monje que experimentaba la llamada a la vocación de la `pustynia, tras recibir el beneplácito de su director espiritual, recorría los caminos, peregrinando y orando, hasta que encontraba el pueblo al que Dios le había llamado, donde debía pedir autorización a los ancianos del lugar para vivir allí como pustynik, que generalmente se la daban, ya que todo pueblo ruso se sentía feliz de tener un monje rezando por él.
El pustynik vivía solo rezando por su salvación, por la salvación del mundo y particularmente por la comunidad que Dios ha elegido para que pase a ser su miembro. Tradicionalmente, el pustynik se mostraba accesible a la gente, ayudando en tareas comunitarias como la extinción de fuegos, etc. Del mismo modo, se hallaba disponible para todo tipo de consultas y reflexiones.
En ocasiones el lugar que elegía un pustynik para vivir se desarrollaba como monasterio, como en el caso de los eremitorios occidentales.

## Iglesia católica
La pustynia fue adaptada a la Iglesia católica moderna por la activista social Catherine Doherty quien la introdujo mediante su libro Pustinia: Espiritualidad Cristiana del Este para el Hombre Occidental (Poustinia: Christian Spirituality of the East for Western Man), publicado en 1975, en el que describe un método de meditación y encuentro con Dios, mediante el aislamiento y el vaciamiento de uno mismo (kenosis), durante 24 horas.